# ファンネルケーキ
ファンネルケーキ（ペンシルベニアドイツ語: Drechderkuche）は、北アメリカで人気のある地域限定の甘い食べ物で、主に移動遊園地や遊園地で見かけることができる。生地を揚げて作られる。

## 歴史
中世初期にペルシア・アラブ世界で「ジャレビ」として、同様の酵母を使った料理が作られたのがファンネルケーキの起源で、その後ヨーロッパに広まった。1879年頃、ペンシルベニア・ダッチ移民が「Drechderkuche」と呼ばれていた酵母料理をアメリカに持ち込み、ベーキングパウダーを使ったものを開発し、「ファンネルケーキ」という新しい名前をつけた。

## 作り方
ファンネルケーキは、熱した食用油に生地を円形に流し込み、重なり合った塊をきつね色になるまで揚げて作られる。生地は一般的にファンネル（漏斗）で流し込むため、その食感が生まれ、名前の由来にもなっている。屋台で作られる場合には、注ぎ口が一体化したピッチャーが使われている。料理家で俳優のアルトン・ブラウンは、水分を多く含むと蒸気で膨らむシュー生地で作ることを推奨している。
ファンネルケーキは通常、プレーンに粉砂糖をかけて食べられるが、ジャムやコンポート、シナモン、チョコレート、新鮮なフルーツなどをトッピングして提供されることもある。

## 文化的なバリエーション

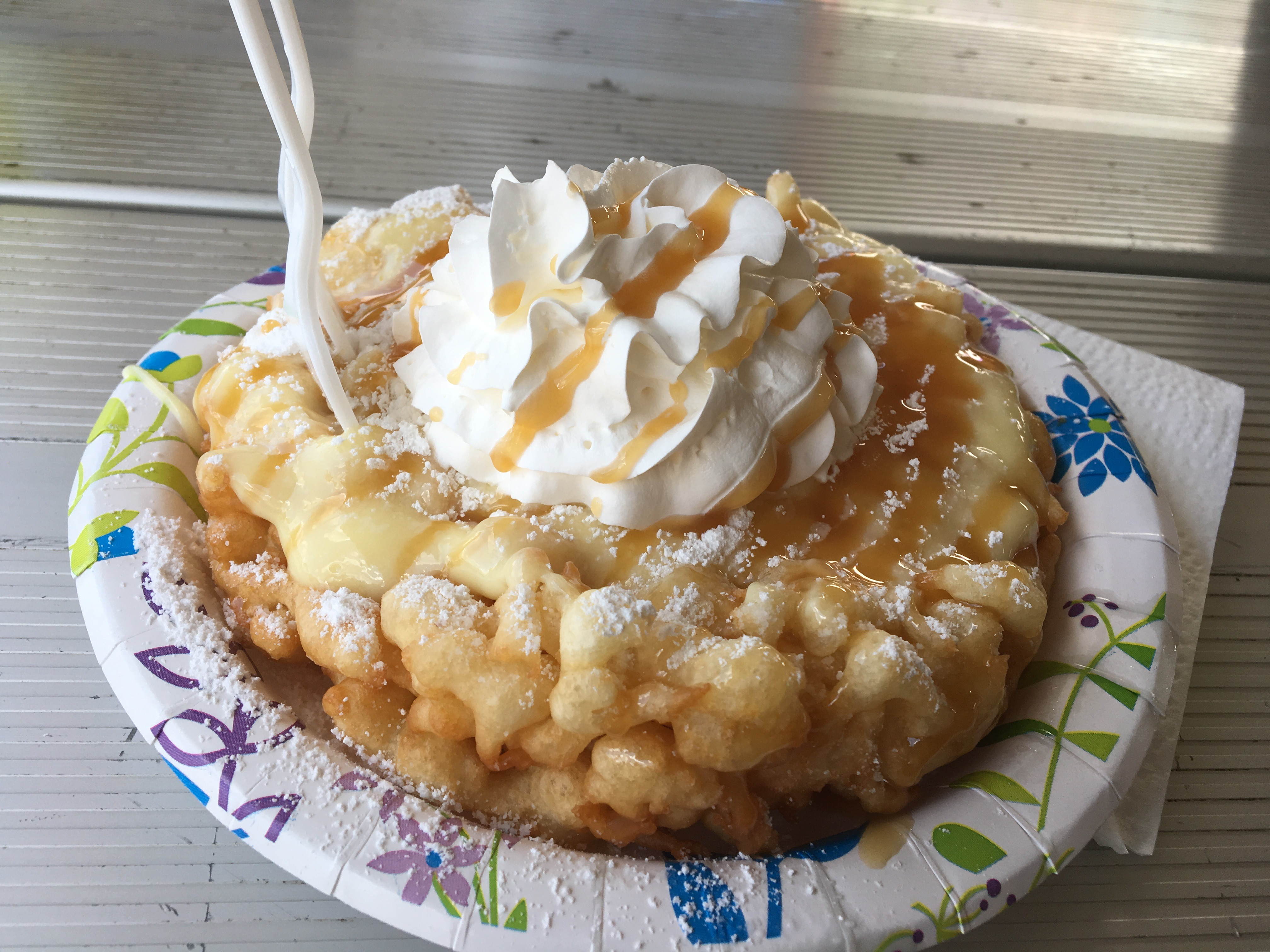
カスタードと生クリームがトッピングされたファンネルケーキ

### ヨーロッパ
南ドイツ料理では同様のものは「Strauben」や「Strieble」と呼ばれている。フィンランド料理では、ヴァルプルギスの夜に、シマと呼ばれる蜂蜜酒と一緒に、「tippaleipä」（「しずくパン」の意）と呼ばれる同様のものが伝統的に出されている。リトアニアでは「skruzdėlynas」と呼ばれており、直訳すると「アリの巣」である。通常、春先に前年の蜂蜜の在庫を空にして、新しい蜂蜜のためのスペースを確保するために作られ、また、蜂蜜の初収穫時にも作られる。

### アジア
インド亜大陸では、外側に砂糖をコーティングした同様のデザートをジャレビと呼ぶ。イランでは「zulbia」として知られており、人気のデザートである。ファンネルケーキとは違い、ベーキングパウダーを使用していないため、ややモチモチとした食感が特徴である。
クムクンシはフィリピンのマギンダナオ族に伝わっているファンネルケーキに似た伝統的なドーナツであり、米粉、アヒルの卵、砂糖などを縄状に成型してゆるい螺旋状に揚げたものである。クリーミーなホットケーキのような味わいと粘りがある。

### アメリカ合衆国
アメリカでは、ファンネルケーキはもともとペンシルベニア・ダッチ・カントリーと結びついている。17 - 18世紀にペンシルベニア州にやってきたドイツ系移民であるペンシルベニア・ダッチにちなんだ、北アメリカで初めて作られた揚げ物のうちのひとつである。現在では、アメリカ全土の遊園地や縁日で見かけることができる定番の料理である。ホットケーキのような生地を、ファンネル（漏斗）を使って高温の油の中に流し込んで作ることから、ファンネルケーキと呼ばれるようになった。

### 参考サイト
- “Calories in Funnel Cake and Nutrition Facts” (英語). FatSecret (2015年5月17日). 2023年3月12日閲覧。
- “アメリカの屋台フードの定番。粉砂糖たっぷりのサクサク揚げ菓子、ファンネルケーキの作り方【ネトメシ】”. カラパイア (2022年11月27日). 2023年3月13日閲覧。